# Saint-Thomas-la-Garde
Saint-Thomas-la-Garde település Franciaországban, Loire megyében. Lakosainak száma 596 fő (2022. január 1.). Saint-Thomas-la-Garde Lézigneux, Montbrison, Saint-Georges-Haute-Ville és Saint-Romain-le-Puy községekkel határos.

## Népesség
A település népessége az elmúlt években az alábbi módon változott:
| Lakosok száma | 221  | 451  | 506  | 563  | 589  | 592  | 595  | 588  | 591  | 596  |
|               | 1968 | 1982 | 1990 | 2006 | 2013 | 2015 | 2017 | 2019 | 2020 | 2022 |